# ヤクザVSマフィア
『ヤクザVSマフィア』（原題：American Yakuza）は、1993年制作の日本・アメリカ合衆国のアクション映画。
ロサンゼルスを舞台に、ヤクザと偶然彼と知り合ったアメリカ人青年の友情と闘いを描く。ヴィゴ・モーテンセン、石橋凌らが出演。

## あらすじ
ロサンゼルスでは、アメリカ進出をはかる日本のヤクザ天銅組とマフィアのカンパネラ・ファミリーが激しく対立していた。そんな中、天銅組の幹部・澤本はカンパネラの放った刺客に襲われるが、偶然通りかかったニックという青年に助けられる。
澤本は命の恩人であるニックを信頼するようになり、ニックも徐々に澤本と天銅組に馴染んでいき、ついには同じ盃を酌み交わすまでになる。だが実はニックは、天銅組とカンパネラ・ファミリーの相打ちを企むFBIが送り込んだ潜入捜査官だった。
FBIの目論み通り両者は激しく衝突、天銅組は壊滅状態となった。一人生き延びた澤本は、復讐に燃えて単身カンパネラのもとへ乗り込む。ニックも彼に続き、ヤクザとして戦うのだった。

## キャスト
- ニック・デイヴィス：ヴィゴ・モーテンセン
- 澤本修爾：石橋凌
- ディノ・カンパネラ：マイケル・ヌーリー（吹替：納谷六朗）
- カズオ：ユウジ・オクモト
- ユウコ：クリスティーナ・ローソン
- アヤ：一色彩子
- 天銅一真：ジョン・フジオカ
- 岡崎：フリッツ・マシモ（吹替：田原アルノ）
- ヴィック：ニッキー・カット（吹替：荒川太郎）
- サム・マーフィー：フランクリン・アジャイ
- リットマン：ロバート・フォスター（吹替：小島敏彦）